# NGC 5478
NGC 5478 ist eine Balkenspiralgalaxie mit ausgedehnten Sternentstehungsgebieten vom Hubble-Typ SAB(s)bc im Sternbild Jungfrau. Sie ist schätzungsweise 335 Millionen Lichtjahre von der Milchstraße entfernt und hat einen Durchmesser von etwa 110.000 Lj.
Das Objekt wurde am 23. März 1789 von dem deutsch-britischen Astronomen Wilhelm Herschel entdeckt.